# Wiggiswil
Wiggiswil  är en ort och kommun i distriktet Bern-Mittelland i kantonen Bern, Schweiz. Kommunen har 101 invånare (2023).

## Historia
Wiggiswil nämndes för första gången år 1219 som Wigersvile.